# Kongszanszong
Kongszanszong (hangul: 공산성, handzsa: 公山城, RR: Gongsanseong) Pekcse (Baekje)-kori koreai erőd a mai Dél-Cshungcshong (Chungcheong) tartomány Kongdzsu (Gongju) városában. Az erőd a Pekcsei (Baekjei) történelmi régió részeként a Világörökséghez tartozik. A dél-koreai örökségvédelmi programban 1963 óta az ország 12. történelmi látványossága. Pontos építési ideje ismeretlen, annyi bizonyos, hogy a Pekcse (Baekje) királyság második fővárosának védelmére építették, ide pedig az 5. században költöztették a székhelyt.

## Története és jellemzői
Pekcse (Baekje) az 5. században költöztette fővárosát Ungdzsin (Ungjin)ba (웅진), mely a mai Kongdzsu (Gongju) területén volt megtalálható. Az erőd neve eredetileg Ungdzsinszong (Ungjinseong) volt és a pekcsei (baekjei) királyi palotaként funkcionált 475 és 538 között, ami után a fővárost még délebbre, Szabi (Sabi)ba költöztették. Az erőd a Kongszan (Gongsan)-hegyen épült, húsz hektáron. A terület ma Kongdzsu (Gongju) városának Kumszong-tong (Geumseong-dong) és Szanszong-tong (Sanseong-dong) kerületeihez tartozik.
Az erőd falai eredetileg jobbára földsáncokból álltak, később a Csoszon (Joseon)-korban (1392–1910) építettek helyükre kőfalat; a kőfalak egy részének alsó szegmense Pekcse (Baekje) korabeli. A fal hossza 2660 méter, ebből 1925 méter kőfal, 735 méter pedig földsánc.
Az erődben két hegycsúcs is magasodik, a nyugati csúcs egy tágas, mintegy 7000 m²-es területére épült a királyi palota, ahonnan kilátás nyílt a városra, a királysírokra és a folyóra. Az 1985-ös ásatások során felszínre kerültek egy 32 x 22 méteres épület romjai, mely valaha válaszfalakkal rendelkezett, ami fontos bizonyíték arra, hogy ebben az időben már cserepes tetőt alkalmaztak, annak megtartására volt szükség a válaszfalakra. Mélyen a földbe alapozott oszlopok maradványait is megtalálták.
A palotától nem messze nagy területen (40 000 m²) további épületek nyomait tárták fel 4–7 méterrel a felszín alatt 2005-ben és 2011–2012-ben. 15 épületre, lépcsőkre, utakra, víztároló helységekre és vízvezetékre bukkantak itt. Az ásatások során találtak viszonylag jó állapotban megmaradt páncéldarabokat is, ezek közül egy vörös kínai írásjegyekkel díszített, lakkozott bőr páncél, mely valószínűleg az egyes történelmi dokumentumokban feljegyzett, híres pekcsei (baekjei) mjonggvangge (myeonggwanggae) (명광개) páncél lehet, amelyet akkoriban exportcikként értékesítettek Kínában.
Az erődnek négy kapuja volt, ebből kettő maradt fenn, a Csinnamu (진남루, Jinnamnu) délen és a Kongbungnu (공북루, Gongbungnu) északon. A másik két kaput, a Jongdongnu (Yeongdongnu)t (영동루) keleten és a Kumszoru (Geumseoru)t (금서루) nyugaton 1993-ban építették újjá. Az erődben buddhista templom is található, a Jongunsza (영은사, Yeongeunsa).